# 庫魯薩

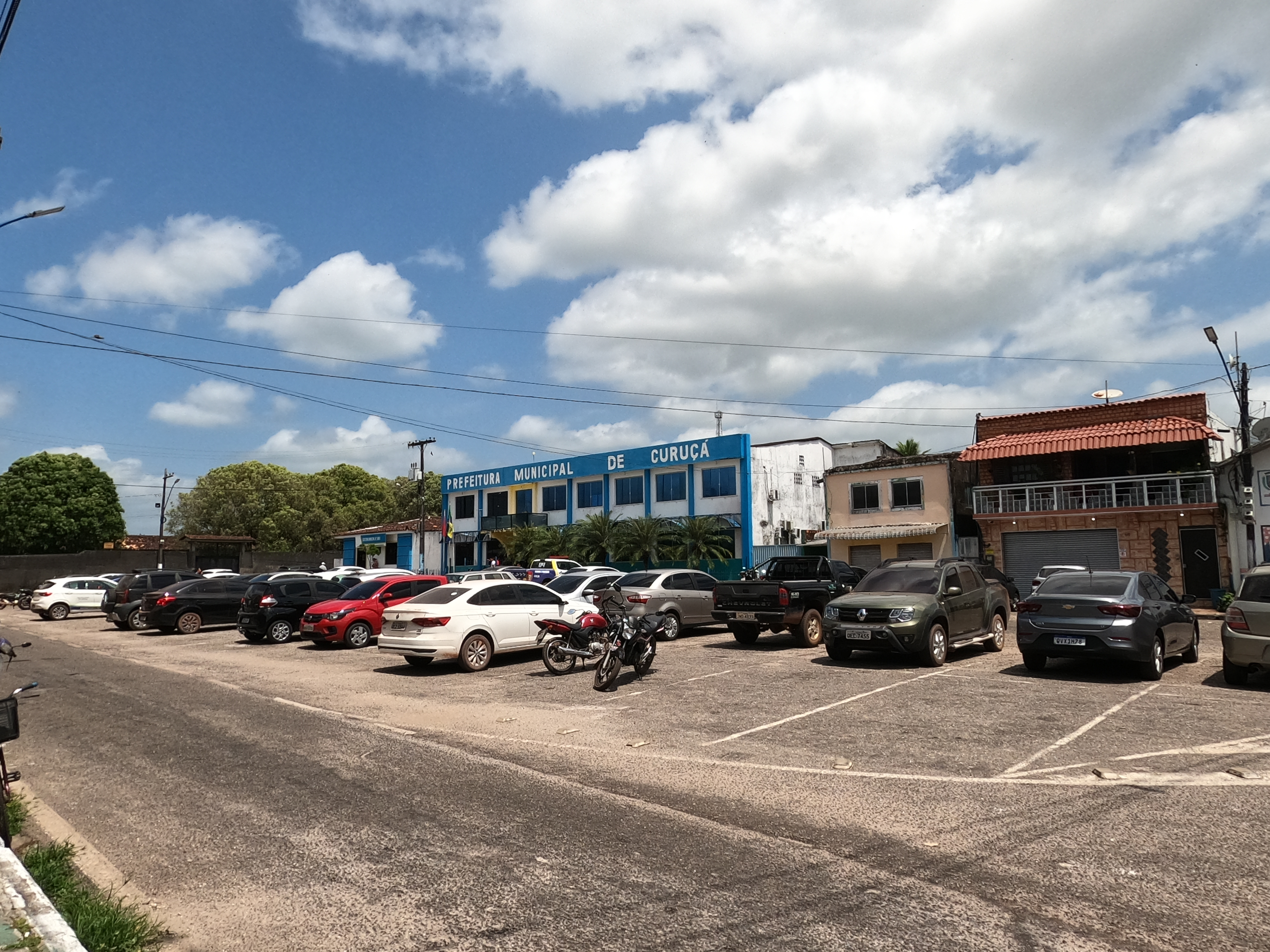
庫魯薩

庫魯薩（葡萄牙語：Curuçá），是巴西的城鎮，位於該國北部，由帕拉州負責管轄，始建於1652年10月4日，面積673平方公里，海拔高度37米，2010年人口34,490，人口密度每平方公里51.28人。